# Konungariket Danmark
För andra betydelser, se Danmark (olika betydelser).
Konungariket Danmark, eller enbart Danmark, är en konstitutionell monarki, som består av landet Danmark i norra Europa och statens två självstyrande områden: ögruppen Färöarna i Nordatlanten och ön Grönland, som geografiskt hör till den nordamerikanska kontinenten men geopolitiskt till Europa.
Det gemensamma parlamentet, Folketinget, har 179 medlemmar, av vilka 175 väljs i Danmark, 2 på Färöarna och 2 på Grönland.
Grönlands och Färöarnas självstyre är inte explicit uttalat i Grundloven, som har giltighet för hela riket, och Grönland och Färöarna har inte status av självständiga länder. Den statsrättsliga konstruktionen skiljer sig således från till exempel förhållandet mellan Storbritannien och den engelska konungens övriga stater. Förhållandet mellan Danmark, Färöarna och Grönland bygger på Rigsfællesskabet, som har sin förebild i det tidigare brittiska samväldet.

## Historik

### Medeltiden
Under medeltiden sammanföll Konungariket Danmark i stort sett med kyrkoprovinsen Lund. Dock blev Rügen (under Roskilde stift) och Estland (eget stift) aldrig inlemmade i kungariket, även om de i perioder stod under dansk överhöghet. 
Mera precist bestod kungariket av Jyske Lovs område (Jylland med Sønderjylland och Fyn), Sjællandske Lovs område (Själland med Lolland, Falster och Møn) samt Skånske Lovs område (Skåne med Halland, Blekinge och Bornholm).

### "Helstaten" fram till 1864
Fram till 1864 var den Danske Monarki en sammanfattande benämning för konungariket Danmark (Nørrejylland och öarna Själland och Fyn, samt mindre öar, ofta kallat enbart Kungariket) samt Hertigdömet Slesvig och Holstein. Observera att kungariket vid denna tid inte inbegrep Sønderjylland (Slesvig), som var ett kungligt danskt län, eller Holstein som var ett hertigligt tyskt län. Skåne, Halland och Blekinge var fram till 1658 en del av kungariket.

### Efter andra världskriget
1944 blev Island självständigt från kungariket Danmark. Efter andra världskriget skedde också flera stora förändringar av Färöarnas och Grönlands relation inom kungariket Danmark, där de gått från närmast kolonial status till ett allt större självstyre. Med hjemmestyreloven 1948 fick Färöarna ett omfattande självstyre, och fem år senare blev Grönland en likaberättigad del av kungariket Danmark. 1979 infördes hjemmestyre även på Grönland.
1972 blev Danmark medlem av EG. Eftersom Grönland då räknades som ett danskt amt blev även denna riksdel en del av EU, trots starkt lokalt motstånd mot medlemskapet. 1985 utträdde Grönland ur EG, medan Färöarna aldrig varit del av EG. I båda länderna präglas motviljan mot medlemskap av en önskan att kontrollera sina egna fiskevatten (fisket står för en överväldigande del av både Grönlands och Färöarnas exportinkomster, och EU:s gemensamma fiskeripolitik innebär att alla EU-länder får del i allas fiskevatten).
På Grönland höll en folkomröstning i november 2008 om en utvidgning av sitt självstyre, ett beslut som är grundat i fleråriga diskussioner mellan Grönland och den danska regeringen. I folkomröstningen röstade 75 procent av väljarna för utökat självstyre. Året efter genomfördes ett utökat grönländskt självstyre, varefter Grönland successivt fått bestämmanderätt över de flesta förvaltningsområden på ön, undantaget försvar, utrikes- och penningpolitik. Både Färöarna och Grönland emottar statsbidrag (danska: bloktilskud) till sina lokala ekonomier, i Grönlands fall motsvarande över 40 procent av statsbudgeten (4,5 miljarder danska kronor år 2013, 4,3 miljarder DKK 2015). Vartdera landet kan självt bestämma sig för att ta över fler förvaltningsområden, men då upphör också statsbidragen för dessa områden.